# Froschmühle (Neuendettelsau)
Froschmühle (fränkisch: Fruhsch-mil) ist ein Gemeindeteil der Gemeinde Neuendettelsau im Landkreis Ansbach (Mittelfranken, Bayern). Froschmühle liegt in der Gemarkung Neuendettelsau.

## Geografie
Die Einöde liegt am Froschmühlbach (Froschwasser), einem rechten Zufluss der wenig unterhalb seines Zuflusses in die Aurach mündenden Heiligenbächls. Ein Anliegerweg führt zur Kreisstraße AN 14 (0,3 km südöstlich), die nach Neuendettelsau (Ortsmitte 1,4 km südlich) bzw. zur Staatsstraße 2410 (0,15 km nordöstlich) verläuft.

## Geschichte
Erbaut wurde die Mühle 1528 von Sebastian von Eyb zu Dettelsau auf einer ehemals zum Geichsenhof gehörigen Wiese. Ursprünglich hieß sie einfach die „Neue Mühle“. Seit 1685 ist der Name „Froschmühle“ bezeugt. Nach Aussagen der Besitzer soll sie zeitweise auch „Hundemühle“ geheißen haben, weil dort angeblich herrschaftliche Hunde gehalten wurden.
In den Oberamtsbeschreibungen des Fürstentums Ansbach von Johann Georg Vetter aus dem Jahr 1732 wurde der Ort folgendermaßen beschrieben: „FroschMühl, Eine Adelich Crailsheiml. nach Rügland gehörige Mühl, ist nach Neuendettelsau gepfarrt und des Zehendens, weil keine Feldgüther darzugehören, befreyt. Die Vogtey inner Etter gehört dem Herrn von Crailsheim, außer Etter aber stehet solche nebst der hochfraischlich hohen Obrigkeit dem allhiesigen Oberamt Windspach zu.“ Von 1793 bis 1823 kaufte Johann Lingmann, der Besitzer der Mühle, knapp 20 Tagewerk Feld dazu.
Ursprünglich gehörte die Froschmühle zur Realgemeinde Neuendettelsau, unter der preußischen Verwaltung wurde sie jedoch 1796 Aich zugeschlagen und erhielt die Haus-Nr. 1 des Ortes Aich. Sie hatte auch zu dieser Zeit das Rittergut Rügland der Herren von Crailsheim als Grundherrn. Von 1797 bis 1808 unterstand der Ort dem Justiz- und Kammeramt Windsbach.
Im Rahmen des Gemeindeedikts wurde Froschmühle dem 1808 gebildeten Steuerdistrikt Aich und der 1810 gegründeten Ruralgemeinde Aich zugeordnet. Mit dem Zweiten Gemeindeedikt (1818) wurde die Froschmühle in die neu gebildete Ruralgemeinde Altendettelsau umgemeindet. Am 1. Januar 1972 wurde die Froschmühle im Zuge der Gebietsreform in Bayern nach Neuendettelsau umgegliedert.
Die Mühle ist mittlerweile stillgelegt. Die Wasserkraftnutzung wurde durch eine wartungsfreie, etwa fünf Kilowatt leistende solarelektrische Anlage ersetzt.

### Bodendenkmal
- 200 Meter südlich des Ortes gab es eine Siedlung der Jungsteinzeit.

### Einwohnerentwicklung
| Jahr      | 001818 | 001836 | 001840 | 001861 | 001871 | 001885 | 001900 | 001925 | 001950 | 001961 | 001970 | 001987 | 002007 | 002013 |
| Einwohner | 8      | 6      | 4      | 7      | 5      | 8      | 7      | 6      | 4      | 4      | 5      | 4      | 5      | 5      |
| Häuser    | 1      | 1      | 1      |        |        | 1      | 1      | 1      | 1      | 1      |        | 1      |        |        |
| Quelle    | [ 18 ] | [ 19 ] | [ 20 ] | [ 21 ] | [ 22 ] | [ 23 ] | [ 24 ] | [ 25 ] | [ 26 ] | [ 27 ] | [ 28 ] | [ 29 ] | [ 30 ] | [ 1 ]  |

## Religion
Der Ort ist evangelisch-lutherisch geprägt und nach St. Nikolai (Neuendettelsau) gepfarrt. Die Einwohner römisch-katholischer Konfession sind nach St. Franziskus (Neuendettelsau) gepfarrt.

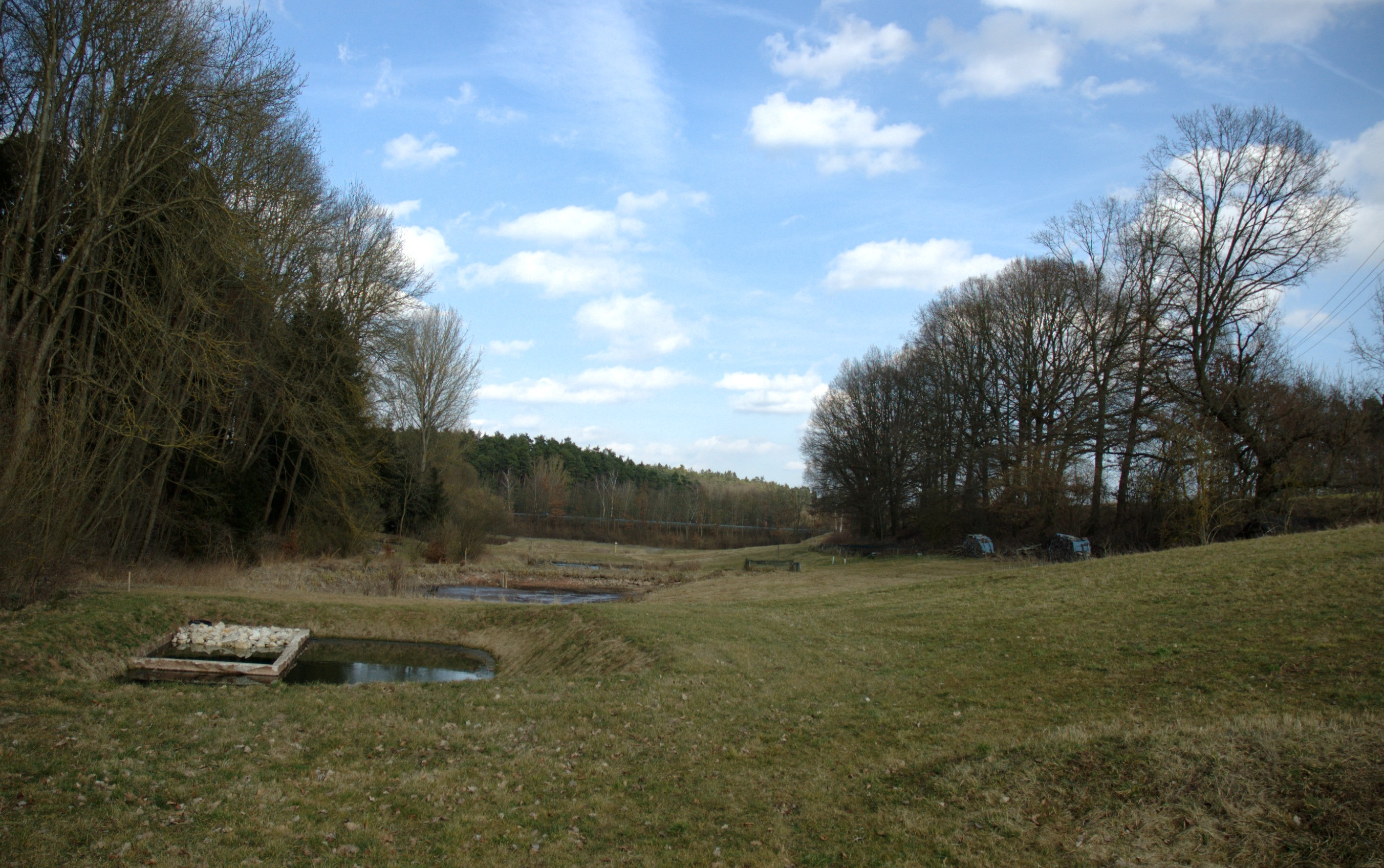
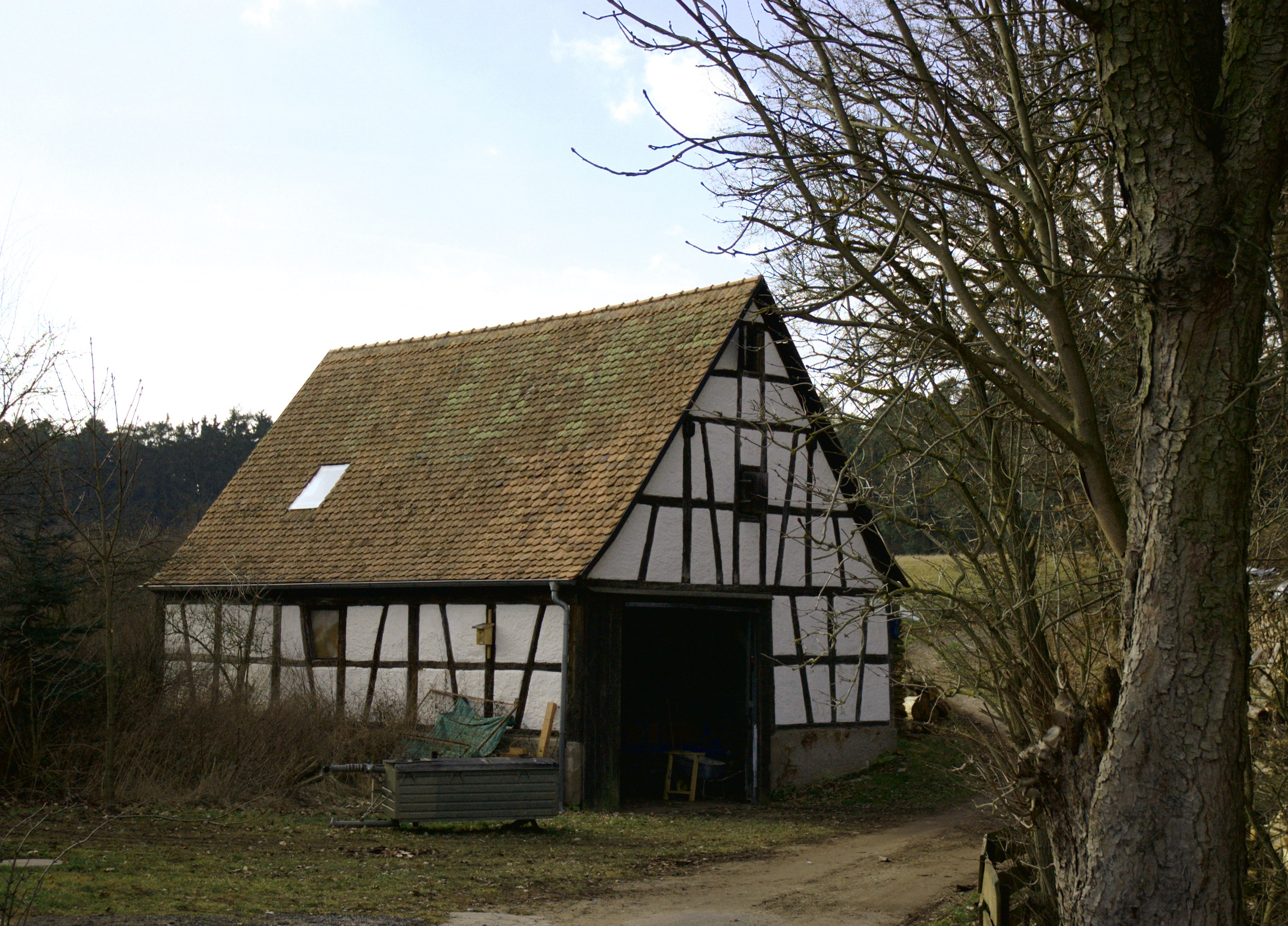
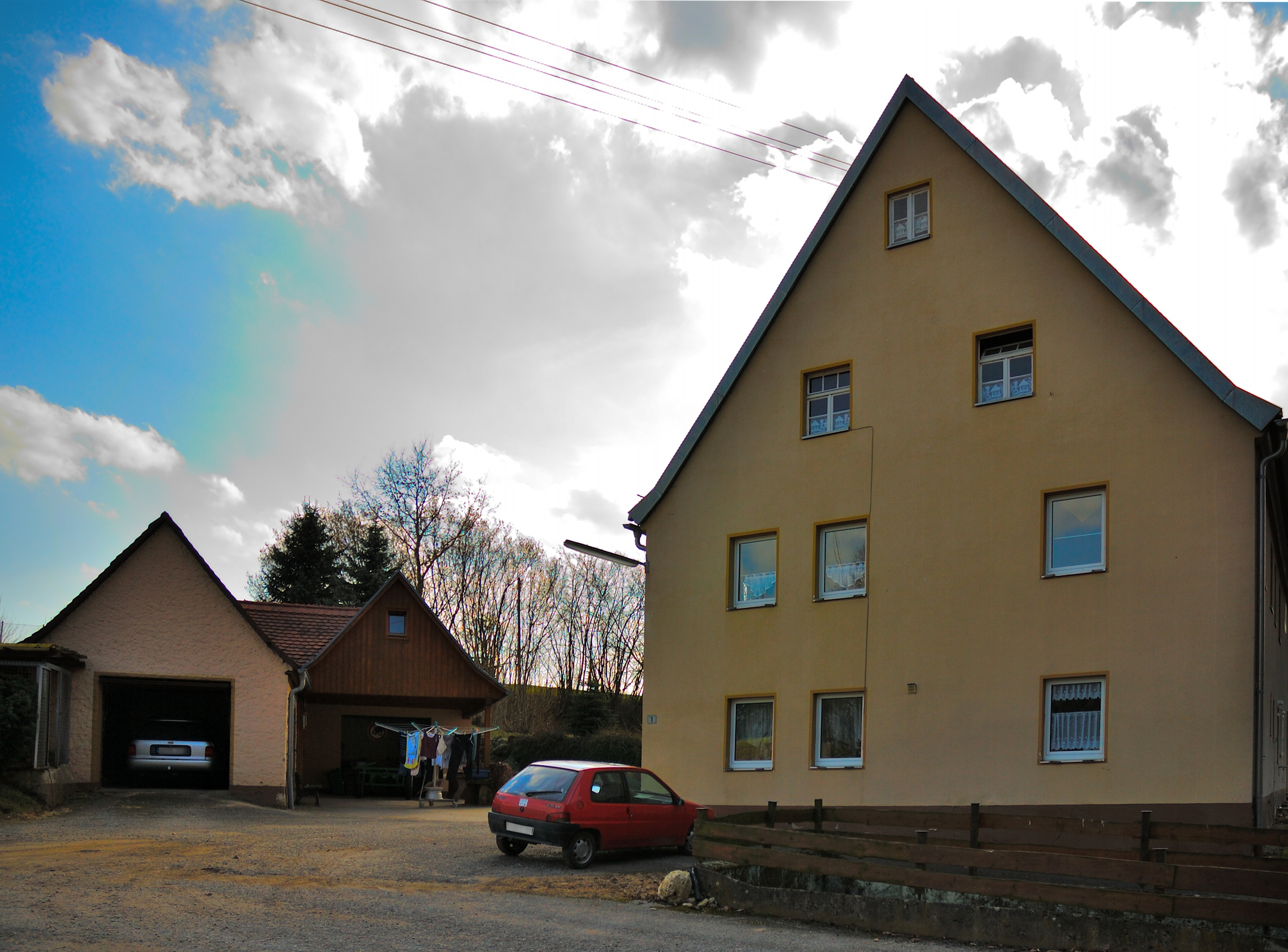